# Oddvar Hansen
Oddvar Ingolf Hansen (ur. 11 kwietnia 1921 w Bergen, zm. 31 marca 2011 tamże) – norweski piłkarz występujący na pozycji obrońcy. Trener piłkarski.

## Kariera klubowa
Hansen przez całą karierę występował w zespole SK Brann. W sezonie 1949/1950 dotarł z nim do finału Pucharu Norwegii, a w sezonie 1951/1952 wywalczył wicemistrzostwo Norwegii. Po zakończeniu kariery był też trenerem Brann. W sezonach 1961/1962 oraz 1963 zdobył z nim mistrzostwo Norwegii.

## Kariera reprezentacyjna
W reprezentacji Norwegii Hansen zadebiutował 12 czerwca 1948 w wygranym 2:1 meczu Mistrzostw Nordyckich z Danią. W 1952 roku znalazł się w kadrze na Letnie Igrzyska Olimpijskie, zakończone przez Norwegię na pierwszej rundzie. W latach 1948–1954 w drużynie narodowej rozegrał 19 spotkań.